# Collège de France
El Collège de France («Colegio de Francia» en francés) es una de las instituciones de enseñanza superior más prestigiosas de Francia y del mundo, y está situado en la rue des Écoles, en el V Distrito de París.

## Historia
Su fundación se remonta a la época de Francisco I. En 1530 su bibliotecario maestro, el gran traductor de obras antiguas Guillaume Budé, le sugiere crear un colegio de disertaciones encargado de enseñar las disciplinas desdeñadas por la Sorbona: el griego, el hebreo, el árabe y las matemáticas. A partir de ese momento, el Collège Royal, bajo el lema latino Docet omnia ("Enseñarlo todo"), será uno de los lugares más importantes de transmisión del conocimiento en Francia. El deseo filantrópico del rey, fue respaldado después por Enrique II e impulsado por los monarcas Luis XIII y Luis  XV,
Además del nombre original «Collège Royal», también será llamado "Collège des trois langues" (Colegio de las tres lenguas), "Collège national" y "Collège impérial", antes de recibir su nombre actual en 1870.

## Funcionamiento
En la actualidad, el Collège está organizado en cinco departamentos: ciencias matemáticas, ciencias físicas, ciencias naturales, ciencias filosóficas y sociológicas, y ciencias históricas, filológicas y arqueológicas. La lista de docentes se encuentra en la página: (profesores en activo); y la de los honoríficos, en: (jubilados).
La asistencia a las clases está abierta al público en general, con excepción de ciertos cursos y seminarios. El personal docente se compone de los investigadores con mayor experiencia en sus respectivas áreas, tanto en las ciencias como en las humanidades. Cada año deben dar un curso distinto y por tanto inédito.
El Collège no entrega ningún título, ni certificado de asistencia, por lo que los alumnos solo asisten por el deseo de aprender. 
Tiene además laboratorios de investigación y una de las mejores bibliotecas de Europa.

## Profesores
Entre los profesores que han pasado por el Collège (selección) se encuentran:
| - Philippe Aghion - Karol Beffa - Raymond Aron - Roland Barthes - Marcel Bataillon - Émile Benveniste - Henri Bergson - Claude Bernard - Marcellin Berthelot - Gaston Boissier - Jean François Boissonade de Fontarabie - Yves Bonnefoy - Pierre Boulez - Pierre Bourdieu - Fernand Braudel - Jean-François Champollion - Roger Chartier - André Chastel - Georges Cuvier - Marie Henri d'Arbois de Jubainville - Arsène d'Arsonval - Pierre-Gilles de Gennes - Émile Deschanel - Georges Duby - Georges Dumézil - Michel Foucault | - Lucien Febvre - Ferdinand André Fouqué - Etienne Fourmont - Jean-Baptiste Gail - Pierre Hadot - Maurice Halbwachs - Eugène Auguste Ernest Havet - Françoise Héritier - René Huyghe - Frédéric Joliot - Stanislas Julien - Sylvestre François Lacroix - Étienne Gilson - René Laënnec - Paul Langevin - Félix Lecoy - René Leriche - Emmanuel Le Roy Ladurie - André Leroi-Gourhan - Claude Lévi-Strauss - Pierre-Louis Lions - André Lichnerowicz - Marcel Mauss | - Henri Maspero - Maurice Merleau-Ponty - Jules Michelet - Salomon Munk - Carlo Ossola - Alexis Paulin Paris - Paul Pelliot - François Pétis de la Croix - Guillaume Postel - Henri-Charles Puech - Edgar Quinet - Henri Victor Regnault - Jean-Pierre-Abel Rémusat - Jacqueline de Romilly - Jean-Pierre Serre - Louis Silva de Balboa - Paul Valéry - Jean-Pierre Vernant - Paul Veyne - Henri Wallon |